# Jane Eyre (1996)
Jane Eyre ist ein Liebesfilm des italienischen Regisseurs Franco Zeffirelli aus dem Jahr 1996 nach dem Roman Jane Eyre von Charlotte Brontë.

## Handlung
Die Erzählerin und Hauptperson, Jane Eyre, ist eine mittellose Waise. Bis zu ihrem zehnten Lebensjahr hat sie bei einer angeheirateten Tante, Mrs. Reed, und deren drei Kindern in Gateshead gelebt. Statt Zuwendung und Liebe hat Jane dort nur Kälte und Unverständnis erfahren.
Der Film beginnt damit, dass Mr. Brocklehurst, der Leiter des Mädchenstifts Lowood, Jane bei Familie Reed abholt und sie auf Wunsch der Tante nach Lowood mitnimmt. Schnell muss Jane feststellen, dass ihre Situation sich kaum verbessert hat. Die Zöglinge werden streng behandelt, hungern und frieren.
Jane wird von Mr. Brocklehurst als Lügnerin gebrandmarkt, findet aber in ihrer Mitschülerin Helen Burns eine Freundin. Helen Burns ist gebildet, intelligent und sehr fromm. Sie erträgt die schwierigen Verhältnisse im Internat beinahe stoisch, während Jane ihrer Wut nur schlecht Einhalt gebieten kann. Als Mr. Brocklehurst befiehlt, Helens schöne rote Locken abzuscheiden, um der Eitelkeit vorzubeugen, opfert auch Jane aus Protest ihre Haarpracht. Von den Lehrerinnen ist nur Miss Temple freundlich zu den Schülerinnen. Sie wird zur Vertrauten der Mädchen, kann jedoch nicht verhindern, dass viele Schülerinnen des Internats durch Unterernährung und Kälte an Typhus erkranken. Für Helen Burns, die an Tuberkulose leidet, darf auf Anordnung der Schulleitung kein Arzt gerufen werden, sie stirbt in Janes Armen.
Am Grab von Helen Burns gibt es in der Filmhandlung einen Zeitsprung von acht Jahren. Jane ist nun erwachsen. Sie hat nach dem Ende ihrer eigenen Schulzeit noch zwei Jahre als Lehrerin in Lowood verbracht. Nun verlässt sie das Institut und verabschiedet sich von Miss Temple, um eine Stellung als Gouvernante für ein französisches Mädchen in dem Herrenhaus Thornfield anzutreten. In Thornfield trifft Jane auf die ältere Wirtschafterin, Mrs. Fairfax, und einige Bedienstete. Sie erfährt, dass der Hausherr, Mr. Rochester, nur selten und ohne Voranmeldung auf seinem Besitz erscheint. Jane verbringt ihre Zeit damit, die kleine Adele Varens, ein Mündel von Mr. Rochester, zu unterrichten. Das Leben in dem weitläufigen Haus verläuft ruhig. Jane bemerkt jedoch, dass aus einem abgeschiedenen Trakt des Gebäudes seltsames Gelächter dringt und dass sich eine Bedienstete namens Grace Pool äußerst merkwürdig benimmt.
Als unverhofft Mr. Rochester in seinem Anwesen erscheint, trifft er unterwegs auf Jane. Das Pferd stürzt auf dem glitschigen Weg und Jane hilft dem schroffen Fremden, der sich wenig später als ihr Arbeitgeber entpuppt. Im Verlauf der nächsten Tage treffen Jane und Mr. Rochester häufiger aufeinander. Er erfährt von ihrer Vorgeschichte in Lowood und betrachtet mit Interesse eine Mappe mit ungewöhnlichen Zeichnungen, die Jane angefertigt hat. Über ihn selbst erfährt Jane wenig, Mrs. Fairfax deutet mehrfach an, dass ihm von seiner Familie viel Unrecht widerfahren sei, und er selbst gibt sich zynisch und vom Leben enttäuscht. Jane erfährt, dass Adeles Mutter eine Operntänzerin und seine Geliebte war. Sie betrog ihn mit anderen Männern, überließ ihm jedoch die Tochter, weil er angeblich der leibliche Vater sei. Edward Rochester bezweifelt dies, hat Adele aber aus Pflichtgefühl in seine Obhut genommen. 
Eines Nachts hört Jane seltsames Gelächter vor ihrer Tür. Sie tritt aus dem Zimmer und sieht Rauch aus Mr. Rochesters Schlafzimmer dringen. Die Bettvorhänge stehen in Flammen, nur durch ihr beherztes Eingreifen kann der schlafende Mann rechtzeitig geweckt und das Feuer gelöscht werden. Rochester erklärt, Grace Poole hätte den Brand verursacht, befiehlt Jane aber, kein Wort darüber zu verlieren. Am nächsten Morgen ist Mr. Rochester abgereist, und Jane wundert sich, dass Grace Pool und eine andere Bedienstete das Schlafzimmer des Herren reinigen, als sei nichts geschehen. Grace Pool erklärt, Mr. Rochester sei beim Lesen eingeschlafen und hätte mit seiner Kerze den Brand selbst verursacht. Unterdessen ordnet Mrs. Fairfax an, das ganze Haus zu putzen, da Mr. Rochester eine ganze Reihe von Personen aus der Nachbarschaft samt Dienern und Zofen zu einem längeren Besuch mitbringt. Unter den Gästen ist auch die schöne Miss Blanche Ingram mit ihrer Mutter und ihrer Schwester. Unter den Dienstboten geht das Gerücht, dass Rochester Blanche Ingram heiraten wird. Die Damen behandeln Jane herablassend und reden in ihrer Gegenwart abfällig über Gouvernanten. Trotzdem besteht Mr. Rochester darauf, dass Jane bei den geselligen Abenden im Salon anwesend ist. Als weiterer Gast trifft ein gewisser Mr. Richard Mason ein, der sich als alter Freund von Rochester vorstellt. In der Nacht darauf bittet Rochester Jane um Hilfe. Mr. Mason ist verletzt und hat eine heftig blutende Wunde am Hals. Jane wacht bei ihm, bis Rochester einen Arzt geholt und den Kranken mit ihm in eine Kutsche verfrachtet hat.
Am folgenden Tag muss Jane Thornfield kurzfristig verlassen. Durch einen Brief hat sie erfahren, dass ihre Tante, Mrs. Reed, todkrank ist und sie zu sehen verlangt. In Gateshead angekommen trifft sie auf St. John Rivers, den Pfarrer der Gemeinde, und dessen Schwester. St. John Rivers informiert sie über den Tod ihres Cousins John Reed. Von der im Sterben liegenden Tante erfährt Jane, dass ein wohlhabender Onkel (ein Bruder von Janes Vater) schon vor einigen Jahren an sie geschrieben und sich nach Jane Eyre erkundigt hat. Da er kinderlos war, wollte er sie auf seinen Besitz nach Madeira holen und adoptieren. Mrs. Reed hatte ihm geantwortet, nichts über den Verbleib von Jane zu wissen. Nach dem Tod der Tante kehrt Jane Eyre nach Thornfield zurück. Mr. Rochester erklärt ihr, dass er heiraten und Adele auf eine Schule schicken möchte. Seine Auserwählte ist aber nicht Blanche Ingram, sondern Jane. Er bittet sie, seine Frau zu werden, und es gelingt ihm schließlich, sie zu überzeugen, dass er es ernst meint. Jane zögert erst, stimmt dann aber freudig zu. Am nächsten Tag erfährt Mrs. Fairfax von der Verlobung. Sie reagiert zurückhaltend, ohne jedoch Gründe für ihre Bedenken zu nennen.
Die Hochzeit wird in großer Eile vorbereitet, aber als beide vor dem Altar stehen, kommt es zu einer dramatischen Unterbrechung. Ein Anwalt taucht auf, der enthüllt, dass Mr. Rochester bereits verheiratet ist. Nun stellt sich heraus, dass er auf Betreiben seiner Familie vor einigen Jahren eine reiche Kreolin namens Bertha Mason geheiratet hat. Edward bekam sie vor der Hochzeit kaum zu Gesicht und wusste daher auch nicht, dass sie geisteskrank war. Um sie nicht in eine Anstalt zu geben zu müssen, hat er Bertha auf Thornfield versteckt, als Bewacherin und Dienerin fungierte Grace Pool. Für den Brand in Rochesters Zimmer und den Angriff auf Richard Mason – ihren Bruder – war die unzurechnungsfähige und gewalttätige Bertha verantwortlich.
Jane verlässt nach dieser Eröffnung fluchtartig das Haus und steigt in eine Kutsche. Rochester will sie aufhalten, wird aber von einem Diener eingeholt, der ihm mitteilt, dass Thornfield brennt. Bertha hat ein Feuer gelegt, Grace Pool getötet und sich danach im brennenden Treppenhaus in den Tod gestürzt. Jane ist unterdessen nach Gateshead in das Pfarrhaus zu St. John Rivers und seiner Schwester Mary geflüchtet. Etwa einen Monat lang hält sie sich zur Erholung bei den beiden auf, bis St. John Rivers ihr mitteilt, dass der Onkel aus Madeira verstorben ist und ihr sein gesamtes Vermögen hinterlassen hat. Jane ist jetzt eine wohlhabende Frau und muss keine neue Anstellung finden. Sie kehrt nach Thornfield zurück, von dem nur noch eine Ruine steht. Edward Rochester haust unter Betreuung von Mrs. Fairfax in einem Nebengebäude. Er hat bei dem Brand ein Auge verloren, erkennt Jane aber sofort. Jane erklärt ihm, dass sie bei ihm bleiben wird.
Am Schluss folgt eine Zusammenfassung der folgenden zehn Jahre nach der Hochzeit durch Janes Erzählung. Sie und Edward haben inzwischen einen Sohn bekommen, und Edward hat einen Teil seiner Sehkraft wiedererlangt. Sie sind glücklich miteinander und haben auch Adele zu sich genommen, die sie wie eine eigene Tochter lieben.

## Unterschiede zur literarischen Vorlage
Die Filmhandlung weicht an vielen Stellen deutlich von der literarischen Vorlage ab, oder die Handlung wurde dramatisch verkürzt.
Im Roman verlässt zum Beispiel Jane Lowood, nachdem Miss Temple ihre Stelle als Lehrerin aufgegeben und einen Pfarrer geheiratet hat. Im Film bleibt Miss Temple mit der Erklärung, dies sei Gottes Wille, alleine in Lowood zurück.
Im Roman ist nicht Helen Burns das Mädchen, dessen rote Locken Mr. Brocklehursts Zorn erregen, sondern eine Mitschülerin namens Julia Severn, und auf Befehl des Institutsleiters müssen die Haarknoten sämtlicher Schülerinnen abgeschnitten werden.
Im Roman lernt Jane St. John Rivers und seine Schwestern eher zufällig kennen, als sie nach der Flucht aus Lowood in deren Haus Schutz sucht. Im Film trifft sie ihn im Haus ihrer Tante, Mrs. Reed, kurz bevor diese stirbt.
Im Film schreibt Mrs. Reed an den Onkel aus Madeira, sie wüsste nichts über den Verbleib von Jane Eyre. Im Roman teilt sie dem Onkel mit, Jane sei während der Typhus-Epidemie in Lowood gestorben.
Im Film reist Jane unmittelbar nach der missglückten Trauung in das Pfarrhaus nach Gateshead. Im Buch flieht sie erst einige Tage später mitten in der Nacht. Zuvor hat Rochester angefleht, bei ihm zu bleiben und im Ausland mit ihm zu leben. Jane ist aber nicht bereit, als seine Geliebte zu leben, ihre moralischen Anschauungen und ihr Selbstwertgefühl zu opfern. Nachdem sie längere Zeit umhergeirrt ist, ohne zu wissen, wohin sie sich wenden soll, findet sie unter falschem Namen Schutz bei St. John Rivers (den sie bis dahin nicht kennt) und seinen beiden Schwestern. Sie beginnt, als Dorfschullehrerin zu arbeiten und führt ein bescheidenes Leben in einem kleinen Haus, bis sie von ihrer Erbschaft erfährt. St. John möchte als Missionar nach Indien gehen und bittet Jane, ihn zu heiraten und dorthin zu begleiten. Erst in diesem Moment hört sie Mr. Rochester im Wind nach ihr rufen und fühlt, dass sie diesem Ruf nachgehen muss.

## Kritik
„Neuverfilmung von Charlotte Brontës Roman, die äußerlich konventioneller und leidenschaftsloser ist als ihr berühmter Vorgänger. Sie besitzt jedoch den Vorzug, dem Roman in der Gestaltung der Hauptrolle näherzukommen, und findet Raum für die Beschreibung erwachenden weiblichen Selbstbewußtseins in einem gesellschaftlich obstruktiven Milieu."“

„Gediegene Verfilmung des berühmten Schauer- und Liebesromans von Charlotte Brontë. Dank brillanter Darsteller wie Charlotte Gainsbourg und William Hurt nicht allzu drög. Da das Kino starke Gefühle braucht, war Zeffirellis Entscheidung, den Charlotte-Bronte-Roman zu verfilmen, gar nicht so verkehrt – zumal der zu Kitschexzessen neigende Italiener diesmal auf leise Töne setzt und damit dicht an der Vorlage bleibt.“